# 9397 Lombardi
9397 Lombardi è un asteroide della fascia principale. Scoperto nel 1994, presenta un'orbita caratterizzata da un semiasse maggiore pari a 2,5202948 UA e da un'eccentricità di 0,1482525, inclinata di 3,16546° rispetto all'eclittica.